# Егоров, Владимир Валерьевич
Владимир Васильевич Егоров (21 февраля 1989) — российский шашист, специализирующийся в игре на малой доске (шашки-64), призёр чемпионатов мира 2009, 2013 и 2017 годов по русским шашкам. Чемпион Европы по русским шашкам (быстрая программа) 2021 года серебряный призёр чемпионата Европы 2012 года и бронзовый призёр 2016 года по русским шашкам. Чемпион России 2007 и 2009 годов. Призёр чемпионатов России 2008, 2013, 2019 годов. Международный гроссмейстер. Тренер — Борис Оксман.

## Биография
Играть в шашки Владимира Егорова научил дедушка. В детском садике победил в первом шашечном турнире, в школе стал ходить в областной шахматно-шашечный клуб и заниматься у Сергея Овечкина. В третьем классе сыграл в чемпионате Орла по шашкам среди мужчин и занял шестое место. В 12 лет стал чемпионом Европы среди юношей.
Тренировался у Юрия Королёва и Сергея Овечкина.
Увлекается также бильярдом и настольным теннисом (был чемпионом Орла). Своим основным увлечением считает спортивный покер. Учился в Тульском государственном университете на экономическом факультете. До 2007 года выступал за родной Орёл, с 2008 года представляет на соревнованиях Тулу.
На 1 января 2022 года возглавляет рейтинг-лист ФШР по русским шашкам

## Спортивные достижения

### Чемпионат мира
- 2005 (9 место)
- 2008 (4 место)
- 2009 (2 место, классическая программа)
- 2012 (2 место, быстрая программа)
- 2011 (6 место)
- 2013 (3 место, классическая программа)
- 2017 (3 место, классическая программа)

### Чемпионат Европы
- 2012 (2 место, классическая программа)
- 2014 (5 место)
- 2016 (3 место, классическая программа)
- 2021 (1 место, быстрая программа[1])

### Чемпионат России
- 2007 (1 место, молниеносная программа)
- 2008 (3 место, молниеносная программа)
- 2008 (3 место, классическая программа)
- 2009 (1 место, молниеносная программа)
- 2013 (2 место, классическая программа)
- 2019 (2 место, быстрая программа)